# Dserschinskoje (Krasnojarsk)
Dserschinskoje (russisch Дзержи́нское) ist ein großes Dorf (selo) in der Region Krasnojarsk in Russland mit 7374 Einwohnern (Stand 14. Oktober 2010).

## Geographie
Der Ort liegt etwa 170 km Luftlinie nordöstlich des Regionsverwaltungszentrums Krasnojarsk, östlich des südlichen Endes des Jenisseirückens. Er befindet sich am Fluss Ussolka, der dem linken Angara-Nebenfluss Tassejewa zufließt.
Dserschinskoje ist Verwaltungszentrum des Rajons Dserschinski sowie Sitz der Landgemeinde (selskoje posselenije) Dserschinski selsowet, zu der außerdem die Dörfer Kedrowka (6 km nordöstlich) und Ussolka (8 km südöstlich) gehören.

## Geschichte
Das Dorf geht auf eine 1735 errichtete Hofstelle des Kosakenatamans Alexei Samoilow zurück. Solche Hofstellen wurden vorwiegend in Sibirien als saimka bezeichnet; der Ort wurde daher anfangs Saimka genannt. Nach der später dort errichteten Kirche bürgerte sich dann die Bezeichnung Christoroschdestwenskoje ein, von russisch Roschdestwo Christowo für Christi Geburt. Im 19. Jahrhundert wurde der Name verkürzt zu Roschdestwenskoje.
1931 erfolgte die Umbenennung in Dserschinskoje, nach dem 1926 verstorbenen Bolschewiken und Tscheka-Gründer Felix Dserschinski. Seit 7. Dezember 1934 ist das Dorf Verwaltungssitz eines nach ihm benannten Rajons.

## Bevölkerungsentwicklung
| Jahr | Einwohner |
| ---- | --------- |
| 1897 | 1029      |
| 1939 | 3236      |
| 1959 | 4205      |
| 1970 | 7291      |
| 1979 | 8143      |
| 1989 | 9329      |
| 2002 | 7898      |
| 2010 | 7374      |

Anmerkung: Volkszählungsdaten

## Verkehr
Dserschinskoje wird unmittelbar westlich von der Regionalstraße 04K-021 (ehemals R410) umgangen, die von Kansk kommend weiter über das nördlich benachbarte Rajonzentrum Tassejewo nach Ustje bei der Mündung der Ussolka in die Tassejewa führt. Bei Kansk besteht Anschluss an die föderale Fernstraße R255 Sibir (ehemals M53) Nowosibirsk – Irkutsk, dort befindet sich etwa 75 km südlich von Tassejewa an der Transsibirischen Eisenbahn auch die nächstgelegene Bahnstation. Von Tassejewo verläuft zunächst die Ussolka in südöstlicher Richtung und dann deren rechten Nebenfluss Aban aufwärts die 04K-001 ins gut 50 km entfernte Aban, das östlich benachbarte Rajonzentrum.